# Manchester City Women's Football Club
El Manchester City Women's Football Club (anteriormente Manchester City Ladies F.C.) es un club de fútbol femenino inglés con sede en Mánchester que juega en la FA Women's Super League. Están afiliados al Manchester City Football Club que juegan en la Premier League.

## Historia
Manchester City Ladies se formó en noviembre de 1988, una creación del oficial de la comunidad del Manchester City, Neil Mather, quien se convertiría en el primer entrenador del equipo, además de varios otros involucrados en el esquema comunitario del club. Su primer partido fue un amistoso contra Oldham en el campo artificial de Boundary Park, que el City ganó por una puntuación de 4-1. Capaz de jugar solamente amistosos en su primera temporada debido a la formación tardía del club, se unieron a la Liga Regional de Fútbol Femenino del Noroeste el año siguiente. Con la esperanza de aumentar la publicidad del fútbol femenino, el defensor del primer equipo masculino del club, Colin Hendry, fue nombrado presidente del club en marzo de 1990, al mismo tiempo que el club estaba recibiendo elogios por ser uno de los primeros clubes de liga en el noroeste de Inglaterra en crear un lado de mujeres afiliadas.
El Manchester City Ladies inicialmente luchó con la fuerza de la oposición en sus primeros partidos de liga, después de haber sido colocados inmediatamente en la segunda división de cuatro debido solo a la fuerza del nombre del club, pero logró mejorar los resultados lo suficiente como para terminar en la mitad de la tabla. En su segunda temporada mejoraron aún más y, en consecuencia, lograron su primer ascenso.
Aunque el club se estableció en la primera división de la Liga Regional de Fútbol Femenino del Noroeste, la falta de independencia financiera significó que la suerte del club estaba ligada al lado masculino, lo que resultó en un primer descenso en 1996-97, la temporada después de la masculina. propio equipo fueron relegados de la Premier League. El apoyo del club a su equipo femenino se redujo, las malas condiciones en Platt Lane provocaron una serie de aplazamientos de partidos y la escasez de jugadores dio lugar a discusiones sobre si fusionar el equipo femenino en Stockport County Ladies.
El descenso del Manchester City coincidió con la reorganización del club encabezada por Derek Heath, un entrenador de Stockport County Ladies que se había transferido al club de Mánchester debido a la renuencia de Stockport County Ladies a afiliarse al lado masculino del mismo nombre. Heath trajo una serie de jugadores nuevos, muchos directamente de Stockport, y creó el primer equipo juvenil cuando organizó que el Manchester City adoptara el equipo sub-14 de Stockport que su antiguo club ya no estaba en condiciones de apoyar. Aunque Heath iba a morir después de una breve batalla contra el cáncer apenas un año después de unirse al club, el Manchester City se mantuvo invicto en la liga durante la temporada 1997-98 para ganar el título de la segunda división en el primer momento en que lo pidieron: su primera medalla oficial.
La promoción en 1998 iniciaría un período de éxito para el Manchester City. Después de perderse por poco una segunda promoción en 1999, ganaron la Premier Division en 1999-2000 y derrotaron a Barnsley en el play-off de promoción para elevarse por encima de la North West Regional Football League por primera vez. La siguiente temporada ganaron la Northern Combination y se unieron a la WFA National League (rebautizada como Women's Premier League en 1992) Northern Division. Sin embargo, el paso hacia la WPL demostró ser importante y el club evitó por poco el descenso en varias ocasiones, sin terminar nunca fuera de la mitad inferior durante las primeras siete temporadas. Solo el nombramiento de Leigh Wood al puesto directivo en 2007 pudo cambiar al club de luchadores por el descenso a aspirantes al título.
La pirámide del fútbol femenino inglés se volvió a sacudir en 2010, cuando se creó la FA Women's Super League como una nueva competición de primer nivel para situarse en la cima de la Women's Premier League. La FA anunció que la entrada se basaría en la solicitud en lugar de la promoción, y que todos los miembros de la División Nacional WPL más los dos primeros clasificados en las dos ligas regionales serían elegibles para postularse. El Manchester City perdería la oportunidad, en lugar de terminar cuarto, pero aprovecharía su próxima oportunidad para unirse a la WSL unas tres temporadas más tarde cuando se expandió a un sistema de liga de 18 equipos y dos niveles, momento en el cual el club había ganado la División Norte y estaba disputando la División Nacional. Para cierta sorpresa y controversia, el 26 de abril, se anunció que las City Ladies tenían acceso directo a la primera división de la competencia ampliada, a expensas del equipo establecido Doncaster Rovers Belles que fueron degradados a la segunda división y fueron los únicos equipo para perder su estado de división superior.
Anticipándose a su primera temporada en la WSL, el club comenzó una renovación completa del equipo de juego, contratando a varios internacionales de Inglaterra y jugadores prometedores, incluidos jugadores como la arquera inglesa Karen Bardsley, la mediocampista 74 veces internacional, Jill Scott y la nueva capitana del club Stephanie Houghton, con la intención de causar una impresión en la liga desde el principio. El 23 de enero de 2014, el club fue relanzado con un cambio de nombre menor a Manchester City Women's Football Club, listo para la nueva temporada. Nick Cushing fue nombrado director del primer equipo, y Leigh Wood pasó a ser entrenador en jefe del primer equipo.
Su primera temporada de fútbol profesional vería al Manchester City terminar quinto de ocho equipos, al mismo tiempo ganando su primer trofeo importante cuando derrotaron al Arsenal en la final de la Copa FA WSL 2014. La siguiente temporada comenzaría mal, pero el City Women regresó de las vacaciones de verano para la Copa Mundial Femenina de Fútbol de 2015 con un equipo diferente, con el tercer puesto de Inglaterra aparentemente rejuveneciendo tanto a los jugadores como a los fanáticos. Con doce victorias en sus trece partidos de liga restantes, el club entró en un desafío por el título que solo perdió en el último día de la temporada. Aunque no les valió la plata, su posición de subcampeón fue suficiente para asegurarles el fútbol europeo por primera vez en su historia. Mientras se embarcaban en su aumento de finales de temporada, el City también rompió el récord de asistencia a la liga no una vez sino dos veces.
Las temporadas siguientes verían al Manchester City convertirse en uno de los lados dominantes del fútbol femenino inglés, ganando la liga en 2016 y reclamando dos Women's FA Cup y dos Copas WSL más a finales de la década.
Nick Cushing dejó su puesto de entrenador para convertirse en entrenador asistente de Ronny Deila en el New York City FC de la MLS, y su último partido fue contra el Arsenal el 2 de febrero de 2020.

## Estadio
Desde la apertura del Academy Stadium directamente al otro lado de Ashton New Road y Alan Turing Way desde el Estadio Ciudad de Mánchester, el Manchester City Femenino se ha basado en el estadio con capacidad para 7000 personas del complejo de entrenamiento en conjunto con el equipo sénior de la academia masculina. El estadio ha establecido en tres ocasiones desde mediados de 2015 un récord de asistencia para un partido de la liga FA Women's Super League.
Antes de mudarse al Academy Stadium, el equipo femenino tenía su sede en el Manchester Regional Athletics Arena.

## Afiliación al Manchester City F.C.
A lo largo de su historia, MCWFC ha tenido una afiliación con el Manchester City, y se estableció dentro de su estructura corporativa en 1988. Los uniformes de réplica del equipo masculino todavía se usaban y el equipo contaba con el apoyo financiero del lado profesional, pero organizativamente se administró por sí mismo durante gran parte del tiempo. su existencia. Establecido como parte de City in the Community en 1988, y su desarrollo durante la década de 1990 y más allá se basó en la dedicación de varios funcionarios, individuos y voluntarios del Manchester City Ladies.
Tras un anuncio el 28 de agosto de 2012, la posición del Manchester City Ladies como parte oficial del club se formalizó bajo un nuevo acuerdo. En consecuencia, el lado femenino comparte no solo vínculos corporativos y recursos con el equipo masculino, sino también sus instalaciones de entrenamiento, además de ser incluido en el marketing y las redes sociales del lado de la Premier League.

## Temporadas
|                  | 02   | 03  | 04  | 05   | 06   | 07   | 08  | 09  | 10  | 11  | 12  | 13  | 14  | 15  | 16  | 17 - 18 | 19  | 20  | 21  | 22  | 23  |
| ---------------- | ---- | --- | --- | ---- | ---- | ---- | --- | --- | --- | --- | --- | --- | --- | --- | --- | ------- | --- | --- | --- | --- | --- |
| Primera División |      |     |     |      |      |      |     |     |     |     |     |     | 5.º | 2.º | 1.º | 2.º     | 2.º | 2.º | 2.º | 3.º | 4.º |
| Segunda División | 10.º | 8.º | 7.º | 10.º | 11.º | 10.º | 7.º | 3.º | 4.º | 4.º | 1.º | 4.º |     |     |     |         |     |     |     |     |     |

## Jugadoras

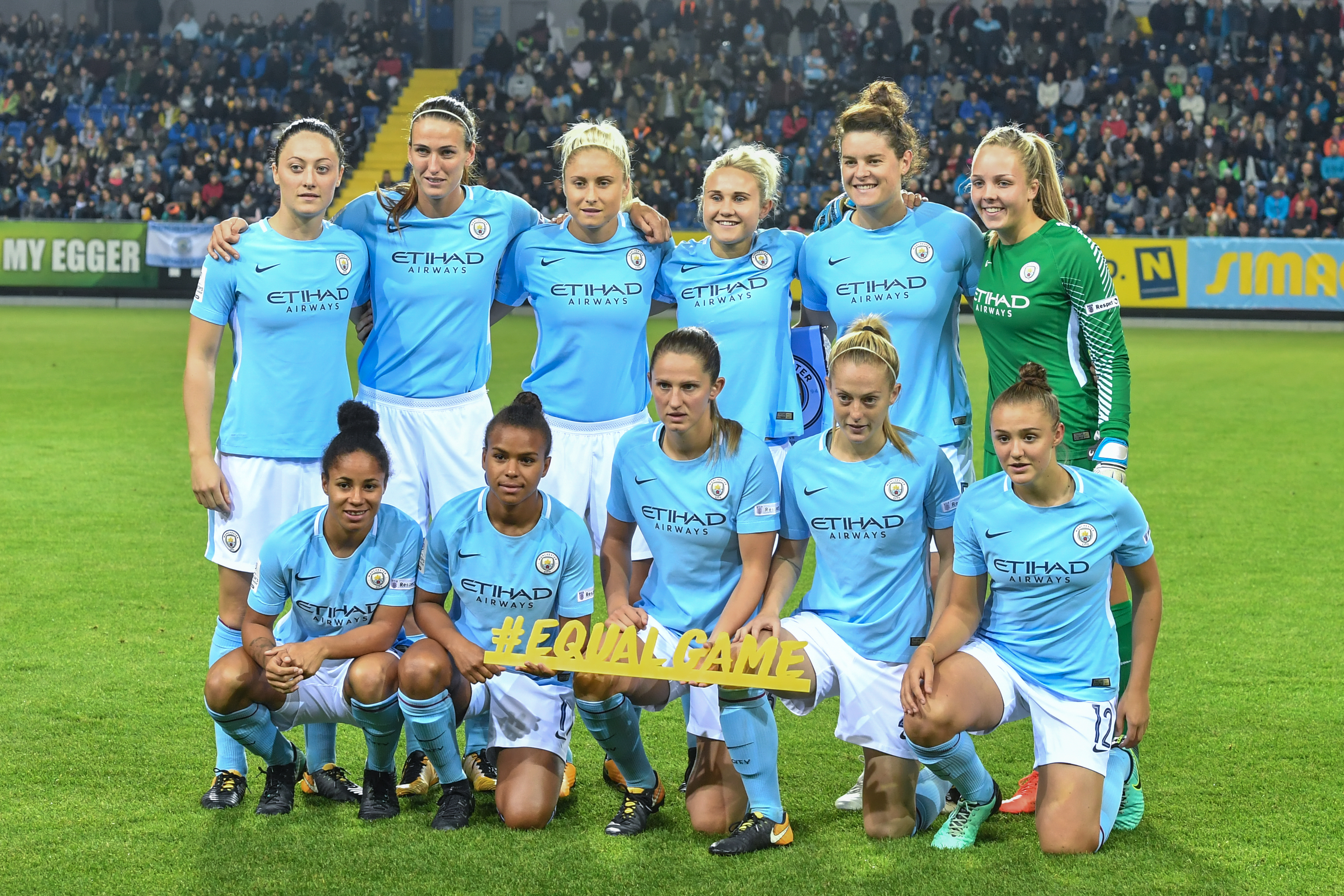

### Cedidas
| Cesión |            |                |              |                     |                         |
| Dorsal | Jugador    | Posición       | Cedido a     | Inicio de Cesión    | Fin de Cesión           |
| 30     | Aemu Oyama | Centrocampista | FC Rosengård | 5 de agosto de 2025 | 31 de diciembre de 2025 |

## Palmarés
- 1 Women's Super League: 2016.
- 3 Women's FA Cup: 2016-17, 2018-19, 2019-20.
- 4 FA Women's League Cup: 2014, 2016, 2018-19, 2021-22.